# Ла Зуш, Уильям, 2-й барон Зуш из Харингуорта
Уильям ла Зуш (англ. William la Zouche; 1321, Харингуорт, Нортгемптоншир, Королевство Англия — 23 апреля 1382) — английский аристократ, 2-й барон Зуш из Харингуорта с 1352 года. Сын Эдо ла Зуша и Джоан Инге. После смерти деда, Уильяма ла Зуша, 1-го барона Зуша из Харингуорта, унаследовал баронский титул и обширные владения в Центральной Англии. Участвовал в войне на континенте — в частности, в осаде Кале (1346—1347).
Барон был женат на Элизабет де Рос, дочери Уильяма де Роса, 2-го барона де Роса, и Марджори Бэдлсмир, внучке Бартоломью Бэдлсмира. В этом браке родились:
- Марджори (умерла в 1391), жена Роберта Уиллоуби, 4-го барона Уиллоуби де Эрзби[3];
- Томас[4][5];
- Эон[4][6];
- Элизабет[4][7];
- Уильям (1342—1396), 3-й барон Зуш из Харингуорта[8][9].